# Divize F 2024/2025
Divize F 2024/2025 byla 6. ročníkem moravskoslezské Divize F, která je jednou ze skupin 4. nejvyšší soutěže ve fotbale v Česku. Tento ročník začal 3. srpna 2024 úvodními zápasy 1. kola a skončil 15. června 2025.

## Formát soutěže
V sezóně se utkalo 16 týmů každý s každým dvoukolovým systémem podzim–jaro.

## Změny proti předchozímu ročníku
- Z MSFL 2023/24 sestoupilo mužstvo 1. BFK Frýdlant nad Ostravicí.
- Do MSFL 2024/25 postoupilo mužstvo TJ Unie Hlubina.
- Do Přeboru Olomouckého kraje sestoupil tým FK Jeseník a do Přeboru Moravskoslezského kraje tým FC Slavoj Olympia Bruntál.
- Do Divize E byly přesunuty týmy FK Šumperk a TJ Valašské Meziříčí.
- Z Přeboru Moravskoslezského kraje postoupily týmy SC Pustá Polom a TJ Petřvald na Moravě.
- Z Divize E byly přesunuty týmy FK Nový Jičín a SK Jiskra Rýmařov.

## Tabulka
Zdroj: 
| Poř. | Tým                               | Z  | V  | R  | P  | VG | OG  | B  |
| ---- | --------------------------------- | -- | -- | -- | -- | -- | --- | -- |
| 1.   | FK SK Polanka nad Odrou           | 30 | 21 | 4  | 5  | 80 | 25  | 67 |
| 2.   | MFK Vítkovice                     | 30 | 20 | 5  | 5  | 91 | 40  | 65 |
| 3.   | MFK Havířov                       | 30 | 20 | 4  | 6  | 96 | 40  | 64 |
| 4.   | TJ Petřvald na Moravě (N)         | 30 | 17 | 7  | 6  | 67 | 41  | 58 |
| 5.   | FK Bospor Bohumín                 | 30 | 17 | 6  | 7  | 63 | 37  | 57 |
| 6.   | SK Jiskra Rýmařov                 | 30 | 18 | 1  | 11 | 70 | 54  | 55 |
| 7.   | ŠSK Bílovec                       | 30 | 13 | 7  | 10 | 59 | 38  | 46 |
| 8.   | TJ Břidličná                      | 30 | 13 | 3  | 14 | 56 | 54  | 42 |
| 9.   | FK Vratimov                       | 30 | 11 | 8  | 11 | 42 | 49  | 41 |
| 10.  | SFC Opava „B“                     | 30 | 8  | 12 | 10 | 54 | 49  | 36 |
| 11.  | 1. BFK Frýdlant nad Ostravicí (S) | 30 | 10 | 4  | 16 | 39 | 50  | 34 |
| 12.  | FK Nový Jičín                     | 30 | 8  | 7  | 15 | 34 | 47  | 31 |
| 13.  | SC Pustá Polom (N)                | 30 | 8  | 6  | 16 | 49 | 72  | 30 |
| 14.  | FK Řepiště                        | 30 | 6  | 4  | 20 | 30 | 92  | 22 |
| 15.  | SK Beskyd Frenštát pod Radhoštěm  | 30 | 3  | 7  | 20 | 30 | 87  | 16 |
| 16.  | FK Kofola Krnov                   | 30 | 2  | 5  | 23 | 31 | 116 | 11 |

- Z = Odehrané zápasy; V = Vítězství; R = Remízy; P = Prohry; VG = Vstřelené góly; OG = Obdržené góly; B = Body; (S) = Mužstvo sestoupivší z vyšší soutěže; (N) = Mužstvo postoupivší z nižší soutěže (nováček)

|  | Postup do MSFL 2025/26      |
|  | Sestup do krajských přeborů |